# اوج التهاب
اوج التهاب (به انگلیسی: White Heat) نام فیلم نوآری است که در سال ۱۹۴۹ توسط رائول والش کارگردانی شد. این فیلم به عنوان یکی از آثار کلاسیک سینمای گنگستری شناخته می‌شود و در سال ۲۰۰۳ به دلیل تأثیر فرهنگی، تاریخی و زیبایی‌شناختی توسط کتابخانه کنگره آمریکا وارد فهرست ملی ثبت فیلم شد.
این فیلم با عنوان «التهاب» و دوبله فارسی از شبکه نمایش پخش شد.

## داستان
داستان فیلم دربارهٔ تعقیب و گریز تبهکار و جانی خطرناکی به نام کودی جَرِت (Cody Jarrett) است که توسط نیروهای پلیس مورد تعقیب است و بعد از مرگ مادرش برای کشتن قاتلانِ او تصمیم به فرار از زندان می‌گیرد.

## تأثیر
کاراکتر کادی بر اساس شخصیت قاتل نیویورکی فرانسس کراولی ساخته شده در سن ۱۸ سالگی به دلیل قتل مأمور پلیس توسط چاقو به مرگ محکوم شد. آخرین کلمات او این بود: عشق من را به مادرم بفرستید.
سرقت قطار که در اول فیلم نمایش داده می‌شود احتمالاً برگرفته از سرقت قطار طلایی است که در سال ۱۹۲۳ توسط برادران داترمونت صورت گرفت.